# 丁店水库
丁店水库是中国河南省郑州市荥阳市境内的一座水库，位于索河上，建于1959年。水库正常库容为3520万立方米，集雨面积为152平方千米，海拔为179.5米。